# Лапшин Валерій Георгійович
Валерій Георгійович Лапшин (нар. 17 лютого 1939) — радянський футболіст, нападник.

## Кар'єра гравця
Валерій Лапшин народився 17 лютого 1939 року. Футбольну кар'єру розпочав у складі дніпропетровського «Металурга», який на той час виступав у першій лізі союзного чемпіонату. У 1960 році перейшов до складу сталінського «Шахтар» (С), який виступав у вищій лізі чемпіонату СРСР, але до першої команди «гірників» пробитися не зумів, тому виступав за дубль донецького клубу. Того ж року повернувся до «Металурга», кольори якого захищав до 1964 року. В цей час був лідером нападу дніпропетровців. У загальному списку бомбардирів «Дніпра» всіх часів займає високе четверте місце - слідом за Олегом Протасовим, Віктором Романюком та Михайлом Дідевичем.
У 1964 році частину сзону відіграв у криворізькому «Гірнику», в складі якого зіграв 16 матчів та відзначивя 9-ма голами у другій союзній лізі. У 1965 році захищав кольори іншої друголігової команди, «Авангарду» з Жовтих Вод, в складі якої відіграв 36 матчів та відзначився 16-ма голами. У 1966 році перейшов до першолігового запорізького «Металурга», в складі якого зіграв у чемпіонаті 31 матч (6 голів) та 2 поєдинки в кубку СРСР. У 1967 році повернувся до «Авангарду», де знову став ключовим гравцем команди. У 1968 році завершив кар'єру футболіста.

## Кар'єра тренера
Після завершення кар'єри гравця Валерій Георгійович Лапшин почав працювати дитячим тренером. Спочатку на Південмаші, а потім в новоствореній школі «Дніпро-75», яку він очолював з 1976 року до останнього часу.